# Kubryk
Kubryk – wspólne, wieloosobowe pomieszczenie mieszkalne załogi stosowane dawniej na okrętach i statkach. Kubryk był zwykle w dziobowej części statku w odróżnieniu od pomieszczeń oficerów w części rufowej. Dziś kubrykiem nazywa się na statkach szkolnych wspólne pomieszczenie mieszkalne uczniów lub studentów, którzy odbywają praktyki morskie.

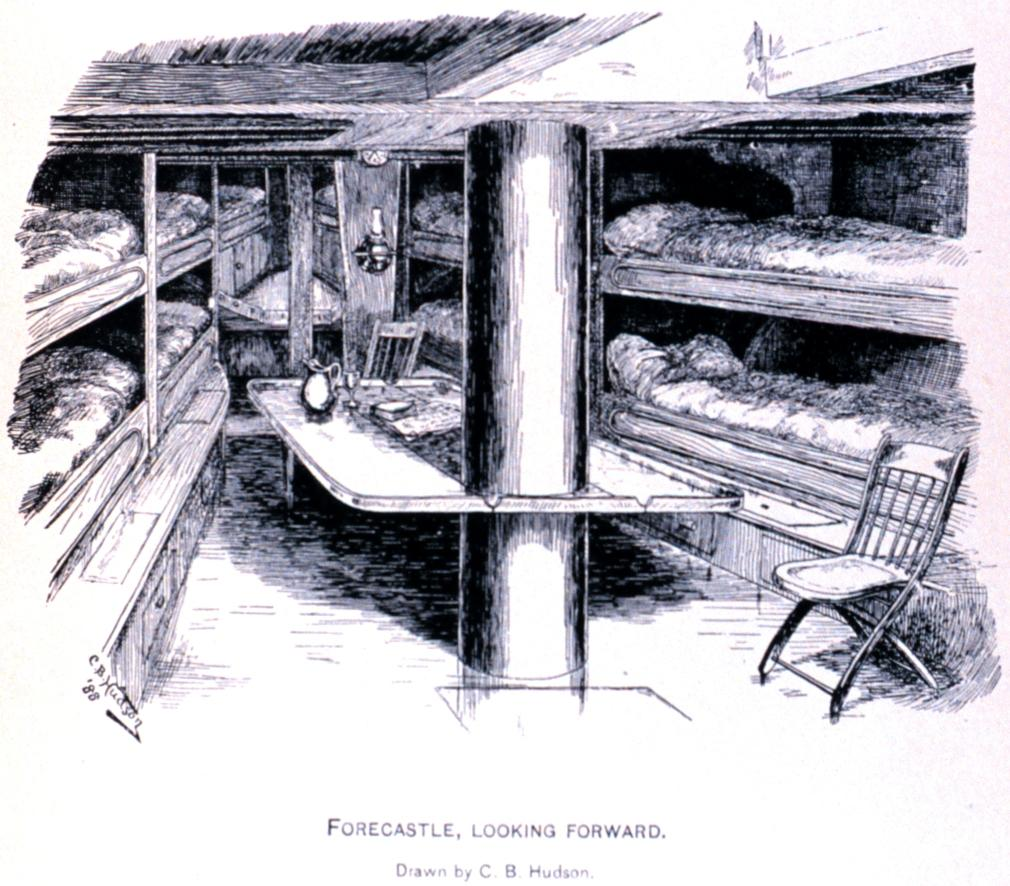
Kubryk na szkunerze – rysunek z 1889
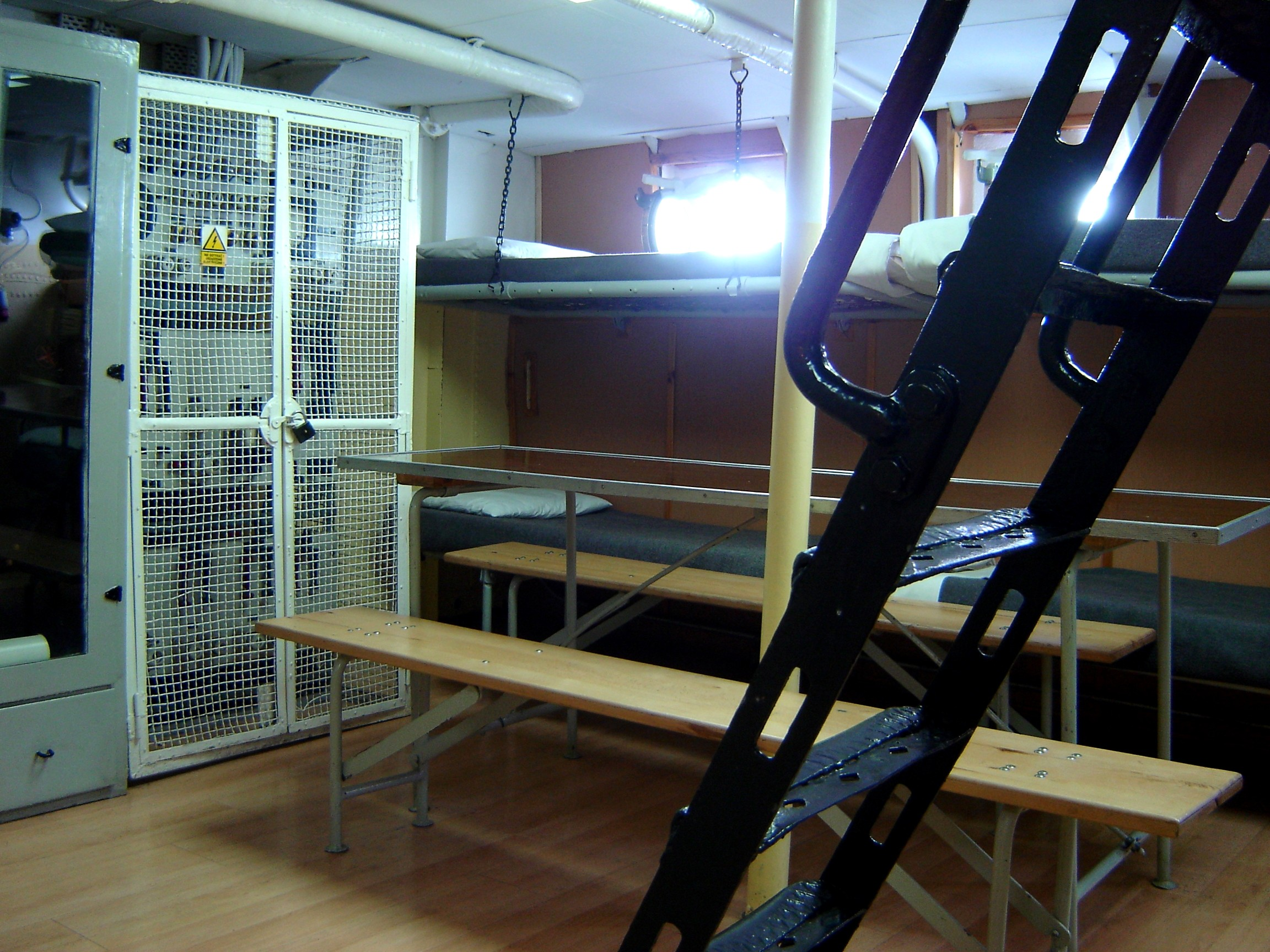
Kubryk na ORP Błyskawica
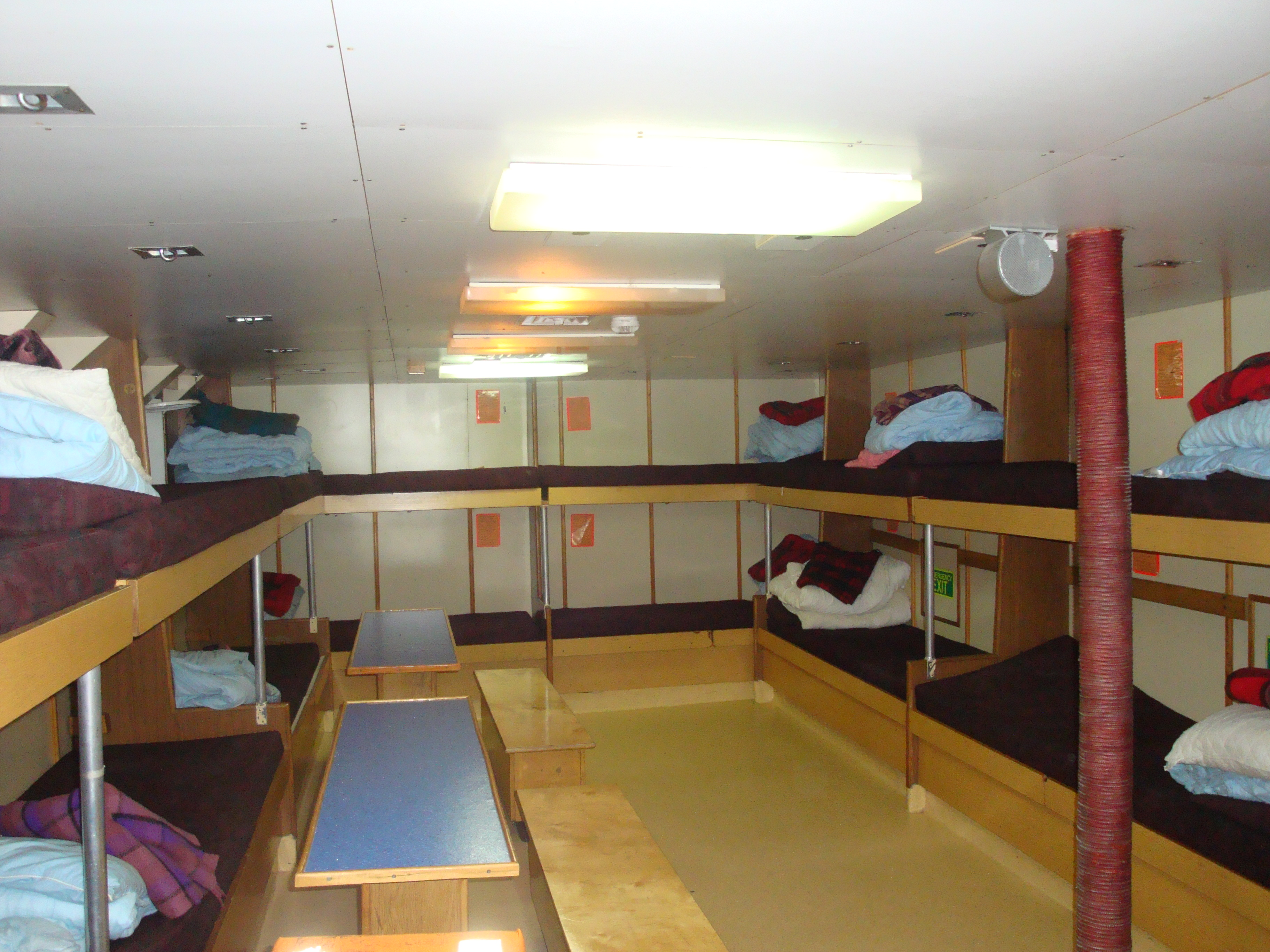
Kubryk praktykantów na Darze Młodzieży